# Copa del Generalísimo de baloncesto 1964
La Copa del Generalísimo de baloncesto 1964 fue la número 28.º, donde su final se disputó en el Palacio de Deportes de Lugo de Lugo el 3 de mayo de 1964.

## Fase final
|  | Cuartos de final | Cuartos de final | Cuartos de final |                |               | Semifinales   | Semifinales | Semifinales |                |                | Final          | Final          | Final     |  |
|  | 1 de mayo        | 1 de mayo        | 1 de mayo        |                |               | 2 de mayo     | 2 de mayo   | 2 de mayo   |                |                | 3 de mayo      | 3 de mayo      | 3 de mayo |  |
|  |                  |                  |                  |                |               |               |             |             |                |                |                |                |           |  |
|  |                  |                  |                  |                |               |               |             |             |                |                |                |                |           |  |
|  | CB Aismalíbar    | CB Aismalíbar    | 96               |                |               |               |             |             |                |                |                |                |           |  |
|  | CB Aismalíbar    | CB Aismalíbar    | 96               |                |               |               |             |             |                |                |                |                |           |  |
|  | Club RTR         | Club RTR         | 33               |                |               |               |             |             |                |                |                |                |           |  |
|  | Club RTR         | Club RTR         | 33               |                | CB Aismalíbar | CB Aismalíbar | 60          |             |                |                |                |                |           |  |
|  |                  |                  |                  |                | CB Aismalíbar | CB Aismalíbar | 60          |             |                |                |                |                |           |  |
|  |                  |                  | CB Estudiantes   | CB Estudiantes | 51            |               |             |             |                |                |                |                |           |  |
|  | CB Estudiantes   | CB Estudiantes   | CB Estudiantes   | CB Estudiantes | 51            | 75            |             |             |                |                |                |                |           |  |
|  | CB Estudiantes   | CB Estudiantes   |                  |                |               |               |             |             |                |                |                |                |           |  |
|  | Juventus OAR     | Juventus OAR     | 52               |                |               |               |             |             |                |                |                |                |           |  |
|  | Juventus OAR     | Juventus OAR     | 52               |                |               |               |             |             |                | CB Aismalíbar  | CB Aismalíbar  | 51             |           |  |
|  |                  |                  |                  |                |               |               |             |             |                | CB Aismalíbar  | CB Aismalíbar  | 51             |           |  |
|  |                  |                  | Picadero JC      | Picadero JC    | 63            |               |             |             |                |                |                |                |           |  |
|  | Picadero JC      | Picadero JC      | Picadero JC      | Picadero JC    | 63            | 90            |             |             |                |                |                |                |           |  |
|  | Picadero JC      | Picadero JC      |                  |                |               |               |             |             |                |                |                |                |           |  |
|  | Real Zaragoza CT | Real Zaragoza CT | 50               |                |               |               |             |             |                |                |                |                |           |  |
|  | Real Zaragoza CT | Real Zaragoza CT | 50               |                | Picadero JC   | Picadero JC   | 104         |             |                | Tercer lugar   | Tercer lugar   | Tercer lugar   |           |  |
|  |                  |                  |                  |                | Picadero JC   | Picadero JC   | 104         |             |                | Tercer lugar   | Tercer lugar   | Tercer lugar   |           |  |
|  |                  |                  | Real Madrid CF   | Real Madrid CF | 64            |               |             |             |                |                |                |                |           |  |
|  | Real Madrid CF   | Real Madrid CF   | Real Madrid CF   | Real Madrid CF | 64            |               |             |             | CB Estudiantes | CB Estudiantes | 114            |                |           |  |
|  | Real Madrid CF   | Real Madrid CF   |                  |                |               |               |             |             | CB Estudiantes | CB Estudiantes | 114            |                |           |  |
|  |                  |                  |                  |                |               |               |             |             |                |                | Real Madrid CF | Real Madrid CF | 62        |  |
|  |                  |                  |                  |                |               |               |             |             |                |                | Real Madrid CF | Real Madrid CF | 62        |  |
|  |                  |                  |                  |                |               |               |             |             |                |                |                |                |           |  |

### Final
| 3 de mayo de 1964 | CB Aismalíbar                                   | 51–63 | Picadero JC                     | |  |
|                   | Marcador por tiempos: 27–24, 24–39              |       |                                 | |  |
|                   | Estadísticas Nino Buscató y Santiago Navarro 13 | Pts   | Estadísticas Miguel Albanell 24 | Pabellón: Frontón Fiesta Alegre, Madrid Asistencia: 4.000 espectadores Árbitros: Luciano Sánchez Soriano |  |

| Campeón de la Copa del Generalísimo 1964 |
| ---------------------------------------- |
| Picadero JC 1.º título                   |